# Floor de Zeeuw
Floris (Floor) de Zeeuw (Rotterdam, 13 oktober 1898 - Hoogvliet, 21 september 1979) was een Nederlands voetballer. Hij speelde als keeper vanaf zijn jonge jaren bij Feyenoord in het Stadion aan de Kromme Zandweg en werd als doelman van het 1e elftal van Feyenoord landskampioen in het seizoen 1923/24. Hij speelde 23 competitiewedstrijden voor Feijenoord.
Vanaf midden jaren dertig gaf hij voetbaltraining aan lagere teams. Hij volgde in 1943 de oefenmeesters opleiding en was een aantal jaren hulptrainer bij Richard Dombi. Verder trainde hij tot aan zijn pensioen vele teams in de Tweede klasse KNVB, waaronder: Rood/Wit - Papendrecht - Dordt - Roosendaal - Bergen op Zoom - De Musschen - Zwart/Wit - Hendrik Ido Ambacht, en meer. 
Floor de Zeeuw werd in zijn tijd gezien als een vooraanstaand voetbaltheoreticus in Nederland. Hij publiceerde onder andere een serie artikelen in de SPORTKRONIEK van 1947, onder de titel Voetbal-geheimen onthuld.